# Vergennes, Illinois
Vergennes är en ort (village) i Jackson County i Illinois. Vid 2010 års folkräkning hade Vergennes 298 invånare.